# 네팔 왕국
네팔 왕국({{Efn|네팔어: नेपाल अधिराज्य 네팔 아디라지야)은 남아시아의 힌두교 군주제 국가로, 고르카 왕국의 확장을 통해 1768년에 건국되었다. 이 왕국은 고르카 제국으로도 알려져 있었으며 때때로 아살 힌두스탄으로 불렸다. 프리트비 나라얀 샤에 의해 건국된 이 왕국은 차우비시 군주국의 타쿠리 혈통을 주장하는 고르카의 군주이며, 샤 왕조의 공식적인 통치 아래 240년 동안 지속되었으며, 그들의 권위는 시간이 지남에 따라 변동했다. 왕국은 2008년 군주제가 폐지되고 연방민주공화국이 될 때까지 지속되었다.
1792년 바하두르 샤 왕자 휘하의 네팔군이 티베트를 침공하고 디가르차를 약탈한 후, 달라이 라마와 중국의 암반은 중국 행정부에 군사 지원을 요청했다. 복강안 휘하의 중국-티베트 연합군은 네팔을 공격했지만, 누와콧에서 실패한 후 협상에 나섰다. 네 명의 가지 중 가장 영향력이 있었던 물가지 다모다르 판데는 바하두르 샤가 해임된 후 임명되었다.
가지 총리(물가지) 키르티만 싱 바스냐트는 기르반 유다 샤 국왕을 보호하고 전 국왕 라나 바하두르 샤를 네팔에서 멀리 떨어뜨리려 노력했다. 그러나 1804년 3월 4일, 전 국왕이 돌아와 무크티야르직을 차지했고, 다모다르 판데는 이후 탄콧에서 참수되었다. 라나 바하두르 샤의 죽음으로 촉발된 1806년 반다르칼 학살은 빔센 타파의 권위적인 무크티야르직으로 이어졌으며, 그는 1806년부터 1837년까지 네팔의 사실상 통치자가 되었다. 그러나 19세기 초, 영국 동인도 회사의 인도 지배 확장은 영국-네팔 전쟁 (1814년~1816년)으로 이어졌고, 이는 네팔의 패배를 초래했다.
수가울리 조약에 따라 왕국은 내부 독립을 유지했지만, 영토 양보의 대가로 메치강과 샤르다강을 네팔 영토의 경계로 삼았다. 수가울리 조약 이전의 왕국 영토는 때때로 초기적인 의미로 대네팔이라고 불렸다. 정치적 상황에서는 무크티야르 마타바르싱 타파의 죽음으로 타파 가문의 헤게모니가 종식되고 콧 학살의 무대가 마련되었다. 이는 카스 (체트리)의 라나 왕조의 부상으로 이어졌고, 네팔 총리직을 1843년부터 1951년까지 다음 한 세기 동안 그들의 가문에서 세습하게 만들었다. 초대 라나 통치자인 중 바하두르 라나부터 라나 왕조는 샤 왕정을 명목상의 역할로 축소시켰다. 라나 통치는 폭정, 방탕, 경제적 착취, 종교적 박해로 특징지어졌다.
1950년 7월, 새로 독립한 인도 공화국은 평화 및 우호 조약에 서명하여 양국이 서로의 주권을 존중하고 개방 국경을 유지하기로 합의했다. 같은 해 11월, 인도는 라나 지도자 모한 슘셰르 장 바하두르 라나가 폐위시키고 어린 손자(갸넨드라 국왕이 될)로 교체하려 했던 트리부반 국왕을 지지하는 데 중요한 역할을 했다. 네팔 의회당이 주도하는 새 정부에 대한 인도의 지지 덕분에 트리부반 국왕은 1951년 라나 정권을 종식시켰다.
1960년대와 1970년대에는 개혁을 시행하고 헌법을 채택하려는 시도가 실패로 돌아갔다. 1980년대 말의 경제 위기는 의회 선거와 1990년 입헌군주제 채택을 가져온 대중 운동으로 이어졌다. 1990년대에는 네팔 내전 (1996년~2006년)이 시작되었는데, 이는 정부군과 네팔 공산당 (마오주의)의 반군 간의 충돌이었다. 2001년 네팔 궁중 학살로 네팔 군주제의 상황은 더욱 불안정해졌다.
학살의 결과로 갸넨드라 국왕이 왕위에 복귀했다. 2005년 그의 직접 통치는 시위 운동을 촉발시켰고, 이는 마오주의 반군과 친민주주의 활동가들을 통합시켰다. 그는 결국 하원을 복원하도록 강요받았고, 2007년에는 네팔 군주제의 권한을 크게 제한하는 임시 헌법을 채택했다. 다음 해 실시된 선거 후, 네팔 제헌의회는 2008년 5월 28일 첫 회의에서 압도적인 찬성으로 왕국을 공식적으로 폐지하고 그 자리에 네팔 연방민주공화국을 선포했다.
군주제 폐지 전까지 네팔은 힌두교를 국교로 하는 세계 유일의 국가였다. 공화국이 된 이후, 이 나라는 현재 공식적으로 세속 국가이다.

## 역사

### 18세기

#### 기원
이 나라는 차우비세 군주국 중 하나인 고르카 왕국으로부터 확장되었다. 네팔에서 전사 민족은 '구르카'라고 불리지 않고, '고르카리'라고 불리는데, 이는 '고르카의 주민들'을 의미한다. 그들의 유명한 전투 함성은 "칼리여 영광 있으라, 고라크나트여 영광 있으라, 마나카마나여 영광 있으라"이다.
'고르카'라는 지명의 어원은 실제로 힌두 고행자인 고라크나트 성인과 관련이 있다. 고르카 마을에는 고라크나트에게 헌정된 사원과 해당 여성 신인 고라크칼리에게 헌정된 또 다른 사원이 있다. B.S. 2013년(서기 1974~75년)에 권위주의 판차야트 정부가 비렌드라 국왕의 즉위를 기념하기 위해 출판한 네팔 지리 백과사전 '메치 데키 마하칼리'(메치에서 마하칼리까지)는 지명과 성인의 연관성에 동의하지만 더 이상의 자세한 내용은 추가하지 않는다. 사원이 언제 지어졌고 장소가 성인의 이름을 따서 명명되었는지에 대한 사실은 시간의 바람에 휩쓸려 사라졌다. 우리는 이러한 발전이 나트 종파의 부상에 이어 서기 2000년대 초반에 일어났을 것으로 추측할 수 있다. 사실, 북인도 아대륙을 가로지르는 종파의 순례 경로는 카트만두 계곡을 포함하여 네팔의 주요 부분을 아우른다. 중세 네팔의 네와르족은 주요 나트 스승들에게 헌정된 몇 개의 중요한 사원과 축제를 가지고 있다. 샤 가문의 고르카 통치 직전, 고르카는 토착 아리아인과 티베트 몽골족 민족 그룹 모두에 의해 거주했으며, 마가르족이 민족 그룹 중 가장 큰 비중을 차지했고, 마가르족이 통치했으며, 라나-마가르의 카카 마가르 아족과 타파-마가르 부족의 갈레 마가르 아족이 통치했으며, 이들은 아마도 마가르족 출신이었을 것이다. 처음에 드라비야 샤는 마가르족 달수르 갈레 마가르 왕으로부터 리그리그-콧 왕국을 점령했다. 강가람 라나 마가르도 드라비야 샤를 도왔다. 리그리그콧(현재 고르카)을 점령한 후, 드라비야 샤는 1559년에 만싱 카카 마가르 왕을 물리치고 군주국에 대한 샤의 통치를 시작했다. 프리트비 나라얀 샤는 고르카의 샤 가문의 9대손에 속했다. 그는 1742년에 통치권을 잡았다.

#### 확장
작은 공국인 고르카의 통치자 프리트비 나라얀 샤 국왕은 처음에 고르칼리군을 창설했다. 고르칼리군의 총사령관은 라나 왕조가 통치하기 전까지 판데 가문, 바스냐트 가문, 타파 왕조와 같은 체트리 귀족 가문 출신이었다. 그러나 초대 민간군 총사령관은 네팔 통일 캠페인에서 중요한 역할을 한 가지 칼루 판데였다. 그는 군대의 의무와 책임을 맡았지만 공식적으로 칭호를 받지는 않았기 때문에 군대의 수장으로 간주되었다.

#### 누와콧 전투
프리트비 나라얀 샤 국왕 휘하에 통일된 고르칼리군의 첫 전투는 누와콧 전투였다. 첫 번째 육군 사령관은 고르카의 판데 귀족 가문 출신 가지 칼루 판데였고, 자얀트 라나 마가르 (고르카의 전 가지)는 칸티우르 왕 자야 프라카시 말라에 의해 고르카에 대항하여 누와콧을 방어하는 장군으로 임명되었다. 판데는 누와콧, 카트만두의 말라 왕의 전략적 요새를 여러 방향에서 기습 공격하는 전술을 세웠다. 1744년 9월 26일, 판데는 마하만달의 누와콧 시 북쪽에서 병력과 함께 등반했다. 그는 "칼리여 영광 있으라, 고라크나트여 영광 있으라, 마나카마나여 영광 있으라"라는 고르칼리 전투 함성으로 기습 공격을 이끌었다. 자얀트 라나 마가르의 아들인 샨카 마니 라나 마가르 사령관 휘하의 누와콧 병사들은 방어하려 했으나, 13세의 달 마르단 샤 왕자, 즉 왕의 동생에게 사령관이 살해된 후 패배했다. 차우타리야 마호담 키르티 샤 (역시 왕의 동생)가 이끄는 고르칼리군 제2진은 다람파니를 지나 격렬한 격투를 벌였지만 결국 수비수들을 물리쳤다. 왕 자신이 이끄는 제3진은 마하만달을 점령한 후 누와콧가디 요새로 진격했다. 사령관의 죽음으로 겁에 질린 병사들은 누와콧 요새에서 벨콧 (자얀트 라나 마가르의 두 번째 요새)으로 도주했고, 누와콧은 고르카에 합병되었다.

#### 키르티푸르 전투
계곡의 왕들이 잘 준비되어 있었고 고르칼리족은 그렇지 않다는 그의 초기 불만에도 불구하고, 가지 칼루 판데는 왕의 요청에 따라 카트만두 계곡의 키르티푸르 왕국과의 전투에 동의했다. 고르칼리족은 키르티푸르에 대한 공격을 감행하기 위해 나이캅에 기지를 세웠다. 그들은 검, 활과 화살, 그리고 머스킷으로 무장하고 있었다. 두 군대는 키르티푸르 북서쪽의 탄야글라 판트 평야에서 싸웠다. 왕의 동생 수라프라타프 샤는 성벽을 오르다 화살에 오른쪽 눈을 잃었다. 고르칼리 사령관 가지 칼루 판데는 포위되어 살해되었고, 고르칼리 왕 자신은 성인으로 위장하여 주위 언덕으로 간신히 도망쳤다. 1767년, 프리트비 나라얀 샤 국왕은 수라프라타프의 지휘 아래 세 번째로 키르티푸르를 공격하기 위해 군대를 보냈다. 이에 대응하여 계곡의 세 왕은 연합하여 키르티푸르 구원을 위해 군대를 보냈지만, 고르칼리족을 그들의 위치에서 몰아낼 수 없었다. 랄릿푸르의 귀족인 다누반타는 샤의 편으로 넘어와 고르칼리족을 배신적으로 마을로 들여보냈다.

#### 막완푸르 & 하리하르푸르 합병
딕바르단 센 국왕과 그의 장관 카나크 싱 바니야는 요새가 포위되기 전에 이미 가족들을 더 안전한 곳으로 보냈다. 고르칼리군은 1762년 8월 21일에 공격을 시작했다. 전투는 8시간 동안 지속되었다. 딕바르단 국왕과 카나크 싱은 하리하르푸르가디로 도망쳤다. 그리하여 막완푸르는 고르칼리군에 의해 합병되었다.
막완푸르가디 요새를 점령한 후, 고르칼리군은 하리하르푸르가디에 대한 공격을 계획하기 시작했다. 하리하르푸르가디는 카트만두 남쪽 마하바라트 산맥의 산등성이에 있는 전략적 요새였다. 이곳은 카트만두 계곡으로 가는 길을 통제했다. 1762년 10월 4일 해질녘, 고르칼리군은 공격을 시작했다. 하리하르푸르가디의 병사들은 고르칼리군에 용감하게 맞섰지만, 자정 이후 결국 가디(요새)를 비우도록 강요받았다. 전투에서 하리하르푸르 병사 약 500명이 사망했다. 미르 카심, 벵골 나와브는 자신의 병력으로 카트만두 계곡의 왕들을 도와 고르칼리군을 공격했다. 1763년 1월 20일, 고르칼리 사령관 밤샤라지 판데는 미르 카심과의 전투에서 승리했다. 마찬가지로, 영국 영국 동인도 회사의 킨로치 대위도 고르칼리군에 맞서 병력을 보내 지원을 확대했다. 프리트비 나라얀 국왕은 가지 밤샤라지 판데, 나하르 싱 바스냐트, 지바 샤, 람 크리슈나 쿤와르 등을 막완푸르에서 구르긴 칸의 병력을 물리치도록 파견했다.

#### 카트만두 계곡 정복 및 네팔 왕국 선포
키르티푸르 전투에서의 승리는 샤의 20년 동안 부유한 카트만두 계곡을 점령하려는 노력이 정점에 달했음을 보여주었다. 키르티푸르가 함락된 후, 샤는 1768년에 카트만두와 랄릿푸르 시를, 1769년에 박타푸르 시를 점령하여 계곡 정복을 완료했다. 람 크리슈나 쿤와르에게 보낸 편지에서, 프리트비 나라얀 샤 국왕은 키르티푸르에서 가지 칼루 판데가 사망한 것에 대한 불만을 표명했으며, 칼루 판데의 죽음 이후 카트만두 계곡을 정복하는 것은 불가능하다고 생각했다. 카트만두 계곡 합병 후, 프리트비 나라얀 샤 국왕은 편지에서 쿤와르가 카트만두, 랄릿푸르, 박타푸르(당시에는 통칭 네팔 계곡으로 알려짐)를 합병하는 데 보여준 용기와 지혜를 칭찬했다. 칼루 판데의 맏아들인 밤샤라지 판데는 1769년 4월 14일 박타푸르 전투 동안 공격을 이끈 고르칼리군 사령관이었다.

#### 키라타 정복
프리트비 나라얀 샤 국왕은 사르다르 람 크리슈나 쿤와르를 팔로 키란트(림부완), 왈로 키란트, 마지 키란트(캄부완)를 포함하는 키라타 지역 침공에 파견했다. 1829년 9월 13일 (즉 1772년 8월 29일), 쿤와르는 동료 사령관 아비만 싱 바스냐트와 함께 두드코시강을 건너 마지 키란트(캄부완)의 카르나 센 왕과 사프타리 지역을 침공했다. 그는 이후 아룬강을 건너 체인푸르(림부완)에 도달했고, 그곳에서 키라타족에 대한 승리를 거두었다. 프리트비 나라얀 샤 국왕은 키라타 지역에서 승리한 후 람 크리슈나 쿤와르에게 감사의 표시로 22쌍의 시르파우(특별 모자)를 수여했다.

#### 정치적 분쟁
1775년, 고르카 왕국을 네팔 왕국으로 확장시킨 프리트비 나라얀 샤 국왕은 누와콧에서 사망했다. 네팔 동부의 체트리 가문 출신인 교활한 고르칼리 궁정인 스와루프 싱 카르키는 바하두르 샤 왕자가 아버지의 죽음을 애도하고 있던 누와콧으로 군대와 함께 진군하여 그를 감금했다. 그는 옳고 그름을 구별할 줄 모르는 것으로 여겨졌던 새로 즉위한 프라타프 싱 샤 국왕의 동의를 받아 바하두르 샤와 달 마르단 샤를 감금했다. 그 해의 연례 파자니(갱신)에서 스와루프 싱은 아비만 싱 바스냐트, 아마르 싱 타파, 파라슈람 타파와 함께 가지 직책으로 승진했다. 1832년 팔군, 그는 바하두르 샤, 달 마르단 샤, 구루 가즈라지 미슈라를 세 가지 극악한 혐의로 추방하는 데 성공했다. 프라타프 싱 샤의 통치는 스와루프 싱과 밤샤라지 판데 사이의 끊임없는 경쟁으로 특징지어졌다. 1833년 9월 3일 금요일(즉 1776년 8월 2일) 날짜의 문서는 그가 밤샤라지 판데와 함께 디완 칭호를 가지고 있었음을 보여준다. 프라타프 싱 샤 국왕은 1777년 11월 22일에 사망했고 그의 어린 아들 라나 바하두르 샤가 네팔 국왕으로 즉위했다. 사르바지트 라나 마가르는 발바드라 샤와 밤샤라지 판데와 함께 가지로 임명되었으며, 달짓 샤는 수석 차우타리야로 선정되었다. 역사가 딜리 라만 레그미는 사르바지트 라나 마가르가 물가지(총리에 해당)로 선정되었다고 주장하며, 역사가 리시케시 샤는 사르바지트 라나가 1778년 짧은 기간 동안 네팔 정부의 수장이었다고 주장한다. 이후 바하두르 샤 왕자와 라젠드라 락슈미 왕비 사이에 경쟁이 발생했다. 사르바지트 라나는 왕비의 추종자들을 이끌었고, 스리하르시 판트는 바하두르 샤의 추종자들을 이끌었다. 사르바지트가 이끄는 바라다르(장교) 그룹은 바하두르 샤에게 라젠드라 락슈미를 험담했다. 라젠드라 락슈미 왕비는 새로운 장관 사르바지트 라나 마가르의 도움으로 바하두르 샤를 감금하는 데 성공했다. 구루 가즈라지 미슈라는 바하두르 샤가 나라를 떠나야 한다는 조건으로 그를 구원했다. 또한 그의 경쟁자인 스리하르시 판트는 추방당하고 추방되었는데, 이는 브라만에 대한 처형이 금지되었기 때문이다.
바하두르 샤 왕자는 1778년 8월 31일 그의 처남인 라젠드라 락슈미 왕비가 사르바지트 라나 마가르와 불륜 관계를 맺었다는 혐의로 그녀를 감금했다. 이후 사르바지트는 바하두르 샤에 의해 궁궐 안에서 처형되었다. 궁궐 남성 하인들의 도움을 받았다. 역사가 바드라 라트나 바지라차리야는 실제로 사르바지트 라나 마가르와 라젠드라 락슈미 왕비에 반대하는 그룹을 이끌었던 사람이 차우타리야 달짓 샤라고 주장한다. 나라얀 말라와 브라자바시 판데에게 보낸 B.S. 1835년 8월 11일(1778년)의 편지는 사르바지트의 비행으로 인한 사망과 바하두르 샤의 섭정 임명을 명시하고 있다. 사르바지트 라나 마가르의 죽음은 새로 통일된 네팔 왕국에서 궁정 음모와 학살의 시작을 알리는 것으로 여겨진다. 역사가 바부람 아차리야는 도덕적 비행으로 라젠드라 락슈미 왕비에게 가해진 제재가 바하두르 샤의 실수였다고 지적한다. 마찬가지로, 사르바지트 라나 마가르의 살해는 많은 역사가들에 의해 불의한 행위로 비난받았다.
한때 네팔의 디완이자 인기 있는 사령관 칼루 판데의 아들인 밤샤라지 판데는 라젠드라 락슈미 왕비와 공모했다는 혐의로 참수되었다. 카트만두 다르바르 동쪽에 있는 반다르칼 정원에서 열린 특별 재판 회의에서 스와루프 싱은 밤샤라지가 1년 전 전투에서 파르바트의 키르티밤 말라 왕을 도망치게 한 책임이 있다고 주장했다. 그는 밤샤라지가 유죄로 선고되고 재판에서 참수되기 전에 밤샤라지와 격렬한 대화를 나눴다. 역사가 리시케시 샤와 강가 카르마차리야는 그가 1785년 3월에 처형되었다고 주장하는 반면, 바드라 라트나 바지라차리야와 툴시 람 바이디야는 그가 1785년 4월 21일에 처형되었다고 주장한다. 1785년 7월 2일, 스와루프 싱의 적수인 바하두르 샤 왕자는 체포되었지만, 투옥 11일째인 7월 13일, 싱의 유일한 지지자인 라젠드라 락슈미 왕비가 사망했다. 그 후 바하두르 샤는 그의 조카 라나 바하두르 샤 왕의 섭정직을 인계받았고 섭정으로서의 첫 명령 중 하나로, 당시 포카라에 있던 스와루프 싱을 그곳에서 참수하도록 명령했다. 반역죄 혐의로 말이다. 싱은 밤샤라지에 대한 그의 음모 때문에 옛 궁정인들의 보복을 두려워하여 달짓 샤의 카스키 군사 캠페인에 합류하기 위해 카스키로 갔었다. 그는 B.S. 1842년 쉬라완 24일에 처형되었다.

#### 티베트 분쟁
프리트비 나라얀 샤가 사망한 후, 샤 왕조는 현재의 북인도로 왕국을 확장하기 시작했다. 1788년과 1791년 사이에 네팔은 티베트를 침공하고 르카쩌시의 짜시륀뽀 사원을 약탈했다. 티베트는 중국의 도움을 요청했고, 중국 청의 건륭제는 복강안을 티베트 캠페인의 총사령관으로 임명했다. 양측 모두 큰 피해를 입었다. 네팔군은 중-티베트군을 불편하게 늘리기 위해 누와콧으로 단계적으로 후퇴했다. 중국군은 낮 동안 오르막 공격을 감행했지만, 누와콧에서 쿠크리로 강력한 반격을 받아 성공하지 못했다. 몬순으로 범람한 베트라와티 강을 건너 누와콧의 고르칼리 궁전 근처에서 중국군이 큰 차질을 겪었다. 복강안이 군대를 보호하고 누와콧에서 협상하기를 원하면서 교착 상태가 이어졌다.

### 19세기

#### 다모다르 판데의 지배
다모다르 판데는 1794년 차우타리야 바하두르 샤가 해임된 후 라나 바하두르 샤 국왕에 의해 4명의 가지 중 한 명으로 임명되었다. 물가지 직책은 키르티만 싱 바스냐트가 맡고 있었음에도 불구하고 판데는 궁정 파벌 중 가장 영향력 있고 지배적이었다. 판데 가문은 가장 지배적인 귀족 가문이었다. 이후 라나 바하두르 샤 국왕의 지속적인 비합리적인 행동으로 인해 다모다르가 국왕의 주요 반대파였던 내전 상황이 발생했다. 그는 1800년 5월 군대가 영향력 있는 가지 다모다르 판데와 결별한 후 영국이 통치하는 바라나시 시로 도주해야 했다. 라자 라제슈와리 여왕이 마침내 1802년 12월 17일 섭정직을 맡게 된 후, 그녀는 2월에 다모다르 판데를 물가지로 임명했다.
라나 바하두르가 복권된 후, 그는 다모다르 판데와 그의 무고한 두 맏아들을 1804년 3월 13일에 처형하라고 명령했다. 마찬가지로 그의 파벌 일부 구성원들은 정당한 재판 없이 고문당하고 처형되었으며, 많은 다른 사람들은 인도로 도주하는 데 성공했다. 인도로 도주하는 데 성공한 사람들 중에는 다모다르 판데의 아들인 카르비르 판데와 라나 장 판데가 있었다. 다모다르 판데가 처형된 후, 그의 친사촌인 라나짓 판데가 물가지로 임명되었으며, 빔센 타파는 제2가지, 셰르 바하두르 샤는 물 차우타리야, 랑가나트 파우델은 라즈 구루(왕실 지도교사)로 임명되었다.

#### 타파 정권
크샤트리야였던 타파 궁정인들은 1806년 라나 바하두르 샤 국왕이 그의 이복형제 셰르 바하두르 샤에 의해 살해되면서 권력을 잡았다. 주요 타파 가지인 빔센 타파 (1775년~1839년)는 이 기회를 이용하여 약 55명의 군인과 민간인 관리들을 학살하고 타파 가문을 권력의 정점으로 끌어올렸다. 그는 라나 바하두르의 뒤를 이어 최고 권위자인 무크티야르 칭호를 받았고, 그의 조카인 트리푸라순다리 왕비는 어린 기르반 유다 비크람 샤 국왕의 섭정왕비가 되었다.

#### 영국-네팔 전쟁
네팔과 영국 동인도 회사 간의 경쟁—네팔과 인도 국경에 인접한 군주국들을 둘러싼—은 결국 영국-네팔 전쟁 (1814년~1816년)으로 이어졌다. 1816년 수가울리 조약이 체결되었고, 이 조약은 네팔 영토인 테라이와 시킴의 많은 부분을 영국 동인도 회사에 할양하는 대가로 네팔의 자율성을 인정했다. 이는 국가의 약 3분의 1에 해당하는 영토였다. 이 영토들은 인도가 영국 통치로부터 독립했을 때 영국 정부에 의해 네팔로 반환되지 않았기 때문에, 이들 대부분은 이후 인도 공화국의 일부가 되었다. 시킴은 1975년 인도에 합병되어 인도 공화국의 22번째 주가 될 때까지 독립을 유지했다. 그러나 1860년 영국은 1857년 세포이 항쟁 동안 네팔이 영국을 지원한 것에 대한 감사 표시로 테라이 지역의 일부 네팔 영토(일명 나야 물룩, 신생 국가)에 대한 통치권을 네팔에 반환했다.

#### 라나 정권
왕실 가족 간의 파벌주의는 전쟁 후 불안정한 시기를 야기했다. 1846년, 라지야 락슈미 데비 왕비는 그녀의 권력을 위협하는 빠르게 성장하는 군 지도자 장 바하두르 라나를 전복시키려 음모를 꾸몄다. 이 음모는 발각되었고, 왕비는 군인들과 왕비에게 충성하는 관리들 간의 무력 충돌 이후 수백 명의 왕자와 족장들을 처형했다. 이것이 코트 학살로 알려지게 되었다. 그러나 중 바하두르는 결국 승리하여 라나 왕조를 세웠다. 군주는 명목상의 인물이 되었고, 총리직은 강력하고 세습적인 직책이 되어 라나 가문이 차지하게 되었다.

#### 제3차 네팔-티베트 전쟁
중 바하두르 라나는 그의 형제들인 밤 바하두르 쿤와르와 디르 샴셰르 라나 휘하의 군대를 파견하여 티베트를 다시 공격하여 완전한 승리를 거두었다. 그의 군대는 두 방면에서 티베트군을 물리치는 데 성공했다. 티베트 대표단은 1856년 1월에 조약 체결을 위해 도착했다. 한 달 후, 네팔에 더 유리한 타파탈리 조약이 체결되었다.

### 20세기

#### 네팔과 영국
엄격하게 중앙집권화된 전제 정치인 라나 정권은 외부 영향으로부터 네팔을 고립시키는 정책을 추구했다. 이 정책은 네팔이 영국 식민지 시대 동안 국가적 독립을 유지하는 데 도움이 되었지만, 국가의 경제 발전과 현대화 또한 저해했다. 라나 가문은 확고한 친영국 성향이었으며 1857년 세포이 항쟁과 이후 양차 세계 대전에서 영국을 지원했다. 동시에 중국의 주장에도 불구하고, 영국은 20세기 초 네팔의 독립을 지지했다.
1923년 12월, 영국과 네팔은 1816년 수가울리 조약을 대체하고 카트만두 주재 영국 대표를 특사로 격상시키는 영구 평화 및 우호 조약에 공식적으로 서명했다. 네팔에서는 1924년에 노예 제도가 폐지되었다.

#### 민주적 개혁
라나 가문의 가족 통치에 대한 대중의 불만은 인도의 여러 학교와 대학에서 공부한 소수의 교육받은 사람들 사이에서, 그리고 라나 가문 내에서도 통치하는 라나 계층에서 소외된 많은 사람들 사이에서 나타나기 시작했다. 망명한 네팔인들 중 상당수는 인도 독립 투쟁에 적극적으로 참여했으며, 네팔을 내부적인 독재 라나 점령으로부터 해방시키기를 원했다. 프라자 파리샤드와 네팔 의회당과 같은 정당들은 이미 B.P. 코이랄라, 가네시 만 싱, 수바르나 샴셰르 라나, 크리슈나 프라사드 바타라이, 기리자 프라사드 코이랄라 및 다른 많은 애국심이 강한 네팔인들과 같은 지도자들에 의해 망명 중에 결성되었으며, 이들은 네팔에서 독재 라나 정권을 타도하기 위한 군사 및 대중 정치 운동을 촉구했다. 이 운동을 위해 사망한 저명한 순교자들 중 라나 가문에 의해 처형된 이들은 다르마 박타 마테마, 슈크라라지 샤스트리, 강갈랄 슈레스타, 다샤라트 찬드였다. 이러한 혼란은 트리부반 국왕, 즉 프리트비 나라얀 샤의 직계 후손이 1950년 그의 '궁궐 감옥'에서 새로 독립한 인도로 도주하면서 절정에 달했고, 라나 행정부에 대한 무장 봉기를 촉발시켰다. 이는 결국 샤 가문의 복권과 비라나 출신 총리 임명으로 끝났다. 이후에는 준헌법적 통치 기간이 이어졌으며, 이 기간 동안 군주가 신생 정당 지도자들의 도움을 받아 국가를 통치했다. 1950년대에는 영국 모델에 기반한 대의 정부 형태를 확립할 네팔 헌법을 제정하려는 노력이 이루어졌다.
1959년 초, 트리부반의 아들 마헨드라 국왕은 새 헌법을 발표했고, 첫 번째 민주적인 국회 선거가 열렸다. 중도 사회주의 정당인 네팔 의회당은 선거에서 상당한 승리를 거두었다. 그 지도자인 B.P. 코이랄라는 정부를 구성하고 총리로 재직했다. 국왕과 선출된 정부 간의 권력 다툼 기간을 거쳐, 마헨드라는 1960년에 민주주의 실험을 해산했다.

#### 마헨드라 국왕의 새 헌법
마헨드라 국왕은 당시 의회가 실패했다고 선언하고 1960년에 코이랄라 정부를 해산했으며, 네팔을 "정당 없는" 판차야트 체제가 통치할 것이라고 선언하고 1962년 12월 16일에 또 다른 새 헌법을 공포했다.
그 후 총리, 국회의원, 수백 명의 민주화 운동가들이 체포되었다. 사실, 이러한 정치 활동가와 민주주의 지지자들의 체포 추세는 마헨드라 국왕과 그의 아들 비렌드라 국왕 통치 하의 30년 동안 정당 없는 판차야트 체제 내내 계속되었다.
새 헌법은 마헨드라 국왕이 네팔 전통에 더 가까운 민주적인 정부 형태로 간주한 "정당 없는" 판차야트(회의) 시스템을 확립했다. 피라미드 구조로서 마을 의회에서 라스티야 판차야트 (국회)로 진행되는 판차야트 시스템은 군주제의 절대 권력을 헌법화하고 국왕을 국가원수로 유지하며 내각 (각료 회의)과 의회를 포함한 모든 정부 기관에 대한 단독 권한을 부여했다. 일국일언어 정책이 국가 정책이 되었고, 다른 모든 언어는 국왕의 언어인 공식 언어 네팔어의 희생양이 되었다.
마헨드라 국왕은 1972년 27세의 아들 비렌드라 국왕에게 왕위를 물려주었다. 1979년 학생 시위와 반정부 활동 속에서 비렌드라 국왕은 네팔 정부의 성격을 결정하기 위한 국민 투표를 요구했다. 즉, 민주적 개혁을 통한 판차야트 시스템의 지속이냐 아니면 다당제 시스템의 수립이냐를 결정하는 것이었다. 국민 투표는 1980년 5월에 실시되었고, 판차야트 시스템이 근소한 차이로 승리했다. 국왕은 라슈트리야 판차야트의 총리 선출을 포함한 약속된 개혁을 수행했다.

### 판차야트 시스템의 종말
권위주의 정권과 정당 자유 제한에 대한 불만이 있었다. 특히 마리치 만 싱 정부가 1988년 8월 1988년 네팔 지진 피해자를 위해 할당된 자금 횡령 혐의로 정치 스캔들에 직면했을 때나, 우박 속에서 국립 스포츠 단지에서 발생한 압사 사고 사망자를 조사하기보다 내각을 개편했을 때 궁궐이 대중을 대표하지 않는다는 광범위한 불만이 있었다. 또한, 인도-네팔 무역 관계의 악화도 싱 정부의 인기에 영향을 미쳤다.
1987년 4월 네팔은 인도 노동자에 대한 3개 지역에서 노동 허가를 도입했으며, 1989년 초에는 중국 상품에 40%의 관세 인하를 제공하고 이후 인도 상품에 대한 관세 인하를 철회하여 중국 상품이 인도 상품보다 저렴해졌다. 이는 1988년 네팔의 중국 무기 구매로 이미 긴장되어 있던 관계를 더욱 악화시켰다. 인도는 두 개의 별도 무역 및 통과 조약을 갱신하기를 거부하고 두 문제를 다루는 단일 조약을 주장했으며, 이는 네팔에게 받아들여지지 않았다. 교착 상태가 이어졌고 무역 및 통과 조약은 1989년 3월 23일에 만료되었다. 무역 및 통과 지점 폐쇄의 가장 큰 타격은 소비자 상품과 휘발유, 항공 연료, 등유와 같은 석유 제품의 공급 제한으로 인해 네팔의 하층 계급이 주로 입었다. 산업은 자원, 무역 및 통과를 인도에 의존했기 때문에 고통을 겪었다. 네팔 정부는 미국, 영국, 호주, 중국으로부터의 해외 원조에 의존하여 상황을 처리하려고 노력했다. 그러나 위기를 관리하려는 정부의 전략은 해외 원조에 의존하는 것보다 인도와의 협상을 해결책으로 바라는 사람들을 만족시킬 수 없었다.
정부에 대한 일부 사람들의 불안감과 긴장된 인도-네팔 관계를 이용하여 네팔 의회당(NC)과 좌파 정당들은 정부가 위기를 영속시키고 해결을 위한 진지한 조치를 취하지 않는다고 비난했다. 1989년 12월, NC는 B.P. 코이랄라의 기념일을 이용하여 대중 인식 프로그램을 시작하려고 시도했다. 통일 좌파 전선(ULF)으로 알려진 좌파 연합은 정당 체제를 위한 캠페인에서 NC를 지지했다. 1990년 1월 18~19일, NC는 다양한 국가의 지도자들과 외국 언론 구성원들을 초청하여 회의를 개최했다. 인도 지도자들이 회의에 참석했으며, 독일, 일본, 스페인, 핀란드는 운동을 지지했으며, 미국과 서독 대사관도 이 자리에 참석했다. 국제적 지원과 1989년 소련 해체 이후 전 세계적으로 발생한 민주화 운동에 영감을 받아 NC와 ULF는 2월 18일 판차야트 정권을 종식시키고 다양한 정당과 사람들을 대표하는 임시 정부를 수립하기 위한 대규모 운동을 시작했다.
4월 6일 마리치 만 싱 정부는 해임되었고 로켄드라 바하두르 찬드는 같은 날 총리가 되었다. 그러나 시위대는 정부 변화에 만족하지 않았다. 그들은 싱 정부 자체에 반대하는 것이 아니라 정당 없는 시스템에 반대했다. 4월 16일 찬드 정부도 해임되었고 다음날 왕실 포고령이 발표되어 국민 판차야트, 판차야트 정책 및 평가 위원회, 그리고 계급 조직이 해산되었다. 대신 포고령은 "정당의 기능"을 선언하고 "모든 정당은 항상 국가 이익을 최우선으로 하여 정치 이념에 따라 스스로를 조직할 것"이라고 명시했다.
이 시위 중에 많은 민간인이 살해되었으며, 판차야트 통치 종료 후 그들은 '비공식 순교자'로 간주되었다. 그 순교자 중 한 명은 네팔 의회당 소속으로 감금 중에 살해된 람 찬드라 하말이다.

### 1990년 인민 운동
농촌 지역 주민들은 1990년 의회 민주주의 채택 이후 자신들의 이익이 더 잘 대변될 것이라고 기대했다. 네팔 의회당은 "좌파 정당 연합"의 지지를 받아 결정적인 선동 운동인 자나 안돌란을 시작하기로 결정했고, 이는 군주제가 헌법 개혁을 받아들이고 다당제 의회를 설립하도록 강요했다. 1991년 5월, 네팔은 거의 50년 만에 첫 의회 선거를 실시했다. 네팔 의회당은 205석 중 110석을 차지하여 32년 만에 첫 선출된 정부를 구성했다.

#### 내전
1992년, 경제 위기와 혼란 속에서 새로운 의회 정부의 정책 변화 이행으로 인해 물가가 급등하자, 급진 좌파는 정치적 선동을 강화했다. 다양한 단체들이 연합 인민 선동 위원회를 구성했다. 4월 6일에 총파업이 선언되었다.
파업 전날 저녁부터 폭력 사태가 발생하기 시작했다. 연합 인민 선동 위원회는 수도에서 30분간 '소등'을 요구했고, 활동가들이 '소등'을 강제하려 하자 비르 병원 밖에서 폭력이 발생했다. 4월 6일 새벽, 풀촉(파탄) 경찰서 밖에서 파업 활동가들과 경찰 간의 충돌로 두 명의 활동가가 사망했다.
그날 늦게, 수도 카트만두의 툰디켈에서 열린 선동 위원회의 대규모 집회는 경찰의 공격을 받았다. 그 결과 폭동이 발생하고 네팔 텔레콤 건물에 불이 붙었다. 경찰은 군중에게 발포하여 여러 명을 죽였다. 네팔 인권 기구는 경찰의 발포로 구경꾼 여러 명을 포함하여 14명이 사망했다고 추정했다.
약속된 토지 개혁이 이루어지지 않자, 일부 지역 주민들은 자신들의 토지 개혁을 시행하고 고리대금업자들로부터 삶에 대한 권력을 얻기 위해 조직되기 시작했다. 그러나 이 운동은 네팔 정부의 로미오 작전과 킬로 세라 II 작전으로 진압되었고, 이 과정에서 많은 선도적인 운동가들이 목숨을 잃었다. 그 결과, 이 진압을 목격한 많은 사람들이 급진화되었다.

#### 네팔 내전
1996년 2월, 마오주의 정당 중 하나는 네팔 내전으로 이어진 인민전쟁으로 알려진 마오주의 혁명 전략을 통해 네팔 왕정을 폐지하고 인민민주공화국으로 대체하려는 시도를 시작했다. 바부람 바타라이 박사와 푸시파 카말 다할 (더 잘 알려진 전쟁 가명 "프라찬다")이 이끄는 이 반란은 네팔의 5개 지역, 즉 롤파구, 루쿰구, 자자르콧구, 고르카구, 신둘리구에서 시작되었다. 마오주의자들은 여러 지역에서 임시 "인민 정부"의 존재를 선언했다.

### 21세기

#### 궁중 학살
2001년 6월 1일, 디펜드라 왕세자는 총기 난사 사건을 일으켜 비렌드라 국왕과 아이슈와리야 왕비를 포함한 왕실 가족 9명을 살해한 후 자신에게 총을 쏜 것으로 알려져 있다. 그가 살아남았기 때문에 그는 일시적으로 왕이 되었고, 상처로 사망한 후 갸넨드라 왕자 (비렌드라의 동생)가 전통에 따라 왕위를 계승했다. 이 학살은 왕실을 여전히 둘러싸고 있던 신화의 아우라를 산산조각 냈고, 그들의 너무나 인간적인 음모를 드러냈다.
한편, 마오주의 반란이 격화되었고, 2002년 10월 국왕은 일시적으로 정부를 폐지하고 완전한 통제권을 장악했다. 일주일 후 그는 다른 정부를 재임명했지만, 마오주의자들과의 내전, 다양한 요구를 하는 정치 파벌들, 정부에 대한 더 많은 통제를 시도하려는 국왕의 시도, 그리고 갸넨드라의 아들이자 후계자인 파라스 왕자의 능력에 대한 우려로 인해 나라는 여전히 불안정했다.

#### 책임 정부의 정지
불안정한 정부와 2004년 8월 카트만두 계곡에 대한 마오주의자들의 포위 공격에 직면하여 군주제에 대한 대중의 지지는 약화되기 시작했다. 2005년 2월 1일, 갸넨드라는 전체 정부를 해임하고 장관의 조언 없이 자신의 행정권을 행사하기 시작하며 마오주의 운동을 진압하기 위해 "비상사태"를 선포했다. 정치인들은 가택 연금되었고, 전화 및 인터넷 회선은 차단되었으며, 언론의 자유는 심하게 제한되었다.

#### 2006년 민주화 운동
왕의 새 정권은 반군 진압이라는 명시된 목표에서 거의 진전을 이루지 못했다. 유럽 연합은 2006년 2월의 지방선거를 "민주주의에 대한 퇴보"라고 묘사했는데, 주요 정당들이 선거를 보이콧했고 군대가 일부 후보자들에게 출마하도록 강요했기 때문이었다. 2006년 4월 카트만두의 파업과 거리 시위는 왕이 의회를 복원하도록 강요했다. 7당 연합은 정부 통제권을 되찾고 왕의 대부분의 권한을 박탈했다. 2007년 1월 15일 현재, 임시 헌법 하의 단원제 의회가 네팔을 통치했다.

#### 군주제 폐지
제헌의회는 2007년 12월 24일에 제헌의회 선거 후 2008년에 군주제가 폐지될 것이라고 발표되면서 실현되었다. 그리고 2008년 5월 28일, 네팔은 연방민주공화국으로 개편되었다.

## 행정

### 행정 구역
2015년까지 네팔은 14개의 구역과 75개의 지구로 나뉘어 5개의 개발 지구로 그룹화되어 있었다. 이 시스템은 1970년대 판차야트 시대에 도입되었고, 2015년 새 네팔 헌법이 공포되어 연방 구조로 대체될 때까지 유지되었다.
네팔의 5개 개발 지역은 다음과 같았다 (동쪽에서 서쪽으로):
| No. | 영어 이름        | 네팔어 이름          | 구역                             | 지구 (수) | 본부           | 인구      | 면적 (km2) |
| --- | ---------------- | -------------------- | -------------------------------- | --------- | -------------- | --------- | ---------- |
| 1   | 동부 개발 지구   | पूर्वाञ्चल विकास क्षेत्र      | 메치구 코시구 사가르마타구       | 16        | 단쿠타         | 5,811,555 | 28,456     |
| 2   | 중부 개발 지구   | मध्यमाञ्चल विकास क्षेत्र     | 자낙푸르구 바그마티구 나라야니구 | 19        | 카트만두       | 9,656,985 | 27,410     |
| 3   | 서부 개발 지구   | पश्चिमाञ्चल विकास क्षेत्र     | 간다키구 룸비니구 다울라기리구   | 16        | 포카라         | 4,926,765 | 29,398     |
| 4   | 중서부 개발 지구 | मध्य पश्चिमाञ्चल विकास क्षेत्र | 랍티구 베리구 카르날리구         | 15        | 비렌드라나가르 | 3,546,682 | 42,378     |
| 5   | 극서부 개발 지구 | सुदुर पश्चिमाञ्चल विकास क्षेत्र | 세티구 마하칼리구                | 9         | 디파얄         | 2,552,517 | 19,539     |

각 지구는 강력한 지방 행정관이자 법과 질서 유지, 세금 징수, 재난 대응을 담당하는 지구장관(CDO)에 의해 관리되었다. 이들은 내무부에 직접 보고했다.
네팔의 14개 구역은 다음과 같았다:
- 바그마티구
- 베리구
- 다울라기리구
- 간다키구
- 자낙푸르구
- 카르날리구
- 코시구
- 룸비니구
- 마하칼리구
- 메치구
- 나라야니구
- 랍티구
- 사가르마타구
- 세티구

이 행정 구역은 2015년 네팔 헌법에 따라 7개 주로 이루어진 연방 구조로 대체되었다. 그러나 75개 지구는 연방 체제 내에서 여전히 지방 행정 단위로 기능한다.

## 정부와 정치
네팔 왕국은 1768년부터 2008년 군주제 폐지까지 샤 왕조가 통치한 단일 군주국이었다. 현대 역사의 대부분 동안, 국왕은 대표 기관에 의한 제한적이거나 전혀 없는 견제 없이 절대적인 권력을 행사했다.

### 전제군주제와 판차야트 체제 (1768년~1990년)
1990년까지 네팔은 국왕이 행정, 입법, 사법 권한을 행사하는 전제군주국으로 기능했다. 1960년, 마헨드라 국왕은 민주적으로 선출된 정부를 해산하고 정당을 금지했으며, 왕실 지도력 아래 국가 통합을 촉진하기 위한 무정당 정치 구조인 판차야트 체제를 수립했다. 이 시기 통치는 간접 선거, 왕실 지명, 중앙 통제를 통해 운영되었다. 국왕은 최고 권위를 유지하고 내각을 포함한 모든 정부 기관의 주요 직책을 임명했다.

### 입헌군주제로의 전환 (1990년~2005년)
1990년 인민 운동(자나 안돌란)에 대응하여 비렌드라 국왕은 주요 정치 개혁에 동의했다. 새로운 헌법이 공포되어 다당제 의회 민주주의를 가진 입헌 군주제를 수립했다. 국왕은 헌법상의 국가원수가 되었고, 행정 권한은 선출된 정부로 넘어갔다.
네팔의 입법부는 양원제가 되었다.
- 하원 (프라티니디 사브하)은 18세 이상 시민이 직접 선출한 205명의 의원으로 구성되었다.
- 국회 (라스티야 사브하)는 60명의 의원으로 구성되었는데, 국왕이 10명, 하원이 35명, 마을 및 도시 단체의 의장들로 구성된 선거인단이 15명을 선출했다.[85]

하원에서 다수당 또는 연립정부의 지도자가 총리로 임명되어 내각을 이끌었다. 총리는 장관 임명에 대해 국왕에게 조언했다. 민주적 개혁에도 불구하고 정치적 불안정은 만성적이었다. 어떤 정부도 전체 임기를 지속하지 못했고, 국왕은 총리의 추천으로 의회를 해산할 권한을 유지했다.

### 왕실 통치와 내전 (2005년~2006년)
2005년 2월, 갸넨드라 국왕은 마오주의 반란을 해결하지 못한 책임을 들어 선출된 정부를 해임하고 직접 통치를 시작했다. 그는 비상사태를 선포하고 시민 자유를 제한하며 정치 지도자들을 체포했고, 이는 국내외적으로 광범위한 비난을 불러일으켰다.

### 인민 운동과 군주제 폐지 (2006년~2008년)
2006년 4월의 두 번째 대중 봉기(자나 안돌란 II)는 갸넨드라 국왕이 하원을 복원하도록 강요했다. 2006년 5월 18일, 복원된 의회는 군주의 통치 권한을 박탈하고 네팔을 세속 국가로 선포했다.
주요 발전 사항은 다음과 같다.
- 2007년 1월 새로운 임시 헌법이 채택되었다.
- 네팔 공산당 (마오주의)은 평화 회담 후 2007년 4월 임시 정부에 참여했다.
- 임시 입법부는 마오주의 대표와 기타 정치 이해 관계자를 포함하여 330석으로 확대되었다.[85]

이 전환기는 2008년 제헌의회 선거로 절정에 달했으며, 이는 군주제의 공식적인 폐지와 네팔 연방민주공화국 선포로 이어졌다.

## 경제
네팔 왕국의 경제는 주로 농업에 기반을 두었으며, 존재 기간 내내 인구의 80% 이상이 농업에 종사했다. 20세기 말까지 이 나라는 산업화 수준이 낮고 인프라가 제한적이어서 경제적으로 크게 저개발 상태에 머물렀다.

### 농업 및 농촌 경제
농업은 네팔 경제의 근간을 이루었다. 주요 작물로는 쌀, 옥수수, 밀, 수수, 보리 등이 있었다. 가축 사육—특히 소, 버팔로, 염소, 가금류—또한 널리 퍼져 있었다. 그러나 전통적인 농업 기술, 관개 시설 부족, 몬순 비에 대한 의존성으로 인해 생산성은 낮게 유지되었다.
토지 소유는 종종 불평등했으며, 대규모 토지는 지주들의 소유였다. 1951년 혁명 이후 특히 토지 개혁 노력은 봉건적인 패턴을 해결하는 것을 목표로 했지만, 진행은 느리고 고르지 못했다.

### 산업과 무역
산업 부문은 군주제 기간 내내 작고 저개발 상태로 남아 있었다. 주요 산업으로는 가내수공업, 직물, 수공예품, 식품 가공, 벽돌 생산, 제한적인 규모의 제조업 등이 있었다. 산업화 노력은 1956년부터 국제 지원을 받아 5개년 개발 계획에 따라 시작되었다.
네팔은 광물 자원이 제한적이었고, 기계류, 연료, 산업재 수입에 크게 의존했다. 주요 수출품으로는 카펫, 의류, 파슈미나, 수공예품, 차, 생강, 약용 허브 등이 있었다. 인도는 지리적, 경제적 근접성으로 인해 네팔의 가장 큰 무역 파트너였다.

### 해외 원조 및 송금
1960년대부터 네팔은 인도, 중국, 미국, 소련, 그리고 나중에는 일본과 다양한 유럽 기부자들로부터의 해외 원조에 점차 의존하게 되었다. 이러한 자금은 인프라, 보건, 교육 프로젝트를 지원했다.
노동 이주는 20세기 후반까지 중요한 경제 현상이 되었으며, 특히 인도와 걸프 국가로의 이주가 많았다. 송금은 가계 소득과 국가 외환 보유고에서 중요한 역할을 하기 시작했다.

### 관광 및 서비스
관광업은 1960년대부터 주요 수입원으로 부상했다. 트레킹, 등산, 문화 관광의 증가와 함께 네팔은 매년 수천 명의 방문객을 유치했다. 이 부문은 소득을 창출하고 일자리를 만들었으며, 특히 카트만두, 포카라, 에베레스트산 지역에서 도시 서비스를 활성화시켰다.
서비스 부문 또한 교육, 금융, 공공 행정 분야에서 확대되었는데, 특히 판차야트 시대와 입헌 군주제 시대(1990년~2008년)에 그러했다.

### 과제
점진적인 발전에도 불구하고, 군주제 시대 네팔 경제는 다음과 같은 제약에 직면했다.
- 지리적 고립과 험난한 지형
- 열악한 인프라 및 교통
- 정치적 불안정 및 분쟁 (특히 1996년 마오주의 반란 기간)
- 시장 및 투자 접근 제한

네팔 왕국은 2008년 군주제가 폐지되고 연방 민주 공화국으로 대체될 때까지 구조적 문제에 계속 직면했다.

## 군사
네팔 왕국은 네팔군으로 알려진 고도로 중앙집권화되고 결집된 군사 구조를 유지했으며, 이전에는 고르칼리군으로 불렸다. 이 군대는 18세기 중반 프리트비 나라얀 샤가 주도한 통일 캠페인 중에 형성되었다. 고르칼리군은 규율, 인내력, 산악전 능력으로 유명했으며, 이러한 특성은 영국-네팔 전쟁 (1814년~1816년) 동안 전설이 되어 구르카가 영국 육군과 이후 인도 육군에 모집되는 계기가 되었다.
연이은 군주들 아래에서 군대는 왕국 내의 통합 세력이자 국가 정체성의 상징으로 기능했다. 라나 왕조 (1846년~1951년) 동안 군대는 세습 총리에게 충성하며 내부 반대 세력을 진압하고 정권의 권위를 유지하는 데 핵심적인 역할을 했다.
라나 통치가 끝나고 왕권이 회복된 후, 군대는 점차 전문화되고 확장되었다. 냉전 기간 동안 네팔 군대는 비동맹 입장을 유지했으며, 인도와 중국으로부터 제한적인 군사 원조를 받았다. 군대는 또한 다양한 유엔 평화유지 임무에 참여하여 네팔의 국제적 위상을 높였다.
군주제는 2006년 네팔 내전 종식과 군주제 폐지 이후 민주적 개혁으로 군대가 민간 통제하에 놓일 때까지 군대에 대한 직접적인 통제권을 유지했다.

## 문화
네팔 왕국은 풍부한 전통, 언어, 종교를 가진 다민족 다문화 사회였다. 힌두교는 공식적인 국가 종교였으며, 군주는 비슈누의 현신으로 숭배되었다. 동시에 불교, 키라티즘, 다양한 원주민 신념이 특히 네와르족, 타망족, 구룽족, 림부족과 같은 민족 공동체 사이에서 널리 행해졌다.
카트만두 계곡의 네와르 문명은 네팔의 예술, 건축, 도시 계획을 크게 형성했다. 파고다 양식의 사원, 정교하게 조각된 목재 창문, 석조 조각품은 전통적인 네팔 미학의 특징이었다. 인다 자트라, 다사인, 티하르와 같은 축제는 종교적 헌신과 정교한 대중 축제를 융합했다.
언어는 네팔 정체성의 또 다른 기둥이었다. 네팔어 (고르칼리)가 국어 역할을 했지만, 마이틸리어, 타망어, 보지푸리어, 네와르어, 타루어 등 수십 개의 다른 언어들이 왕국 전역에서 번성했다. 국가는 특히 1960년대 판차야트 정권 이후 행정 및 교육 매체로 네팔어를 장려했으며, 때로는 소수 언어를 배제하기도 했다.
군주제는 또한 예술과 문학을 후원하는 문화적 역할을 수행했으며, 특히 초기 샤 왕조의 통합과 라나의 근대화 시기에는 산스크리트어, 힌두 서사시, 고전 네팔 문학이 크게 후원되었다. 1950년대 이후 네팔은 문학 모더니즘, 민속 부흥주의, 그리고 전통과 점진적인 현대화를 조화시키는 성장하는 국가 의식으로 특징지어지는 문화적 각성을 경험했다.

## 상징

### 역사적 문장
네팔 왕국은 역사 전반에 걸쳐 왕조 통치, 정치 이념, 국가 상징의 변화를 반영하는 일련의 문장을 사용했다. 이 상징들은 종종 힌두교 모티프, 에베레스트산, 그리고 국가 통합의 상징을 포함했다.

### 역사적 국기
네팔은 비사각형 형태의 국기를 가진 유일한 현대 국가이다. 현재의 이중 삼각 깃발 디자인은 1962년에 표준화되었다. 그 전에는 다양한 종교적 및 왕조적 상징을 포함하는 여러 버전의 붉은색 깃발을 사용했다.
네팔 국기의 진화는 지역 왕국에서 통일된 군주제로, 궁극적으로 20세기 중반에는 근대 민족 국가로의 정치 체제 변화를 상징했다.

### 설명주
1. ↑  프리트비 나라얀 샤 국왕은 새로 통일된 네팔을 아살 힌두스탄으로 선포하며, 이슬람교 무굴 제국의 통치 하에 있던 북인도가 더 이상 힌두 정신을 대표하지 않는다고 주장했다. 그는 힌두 사회 규범을 지지하고 다르마 종교를 따르는 사람들을 위한 고향으로 네팔을 확립하고자 했다. 그는 북인도를 무굴란("무굴족의 땅")이라고 불렀으며, 이 지역이 외국의 무슬림 통치자들에게 지배되고 있다고 묘사했다.
2. ↑  프랜시스 부캐넌-해밀턴과 여러 네팔 역사가들을 포함한 일부 자료들은 샤 왕조가 마가르족 출신일 수 있다고 시사한다.[1]

1. ↑  네팔어: गोरखा अधिराज्य
2. ↑  힌디어: असल हिन्दुस्तान; "힌두교도의 실제 땅"을 의미

### 참조주
1. ↑  Hamilton 1819, 26쪽.
2. ↑  아차리야, 바부람; 나라하리나트, 요기 (2014). 《Badamaharaj Prithivi Narayan Shah ko Divya Upadesh》 2014 Reprint판. 카트만두: Shree Krishna Acharya. 4, 5쪽. ISBN 978-99933-912-1-0.
3. 1 2 3  Kirkpatrick, Colonel (1811). 《An Account of the Kingdom of Nepaul》. London: William Miller. 382–386쪽. 2012년 10월 17일에 확인함.
4. ↑  Karl J. Schmidt (2015년 5월 20일). 《An Atlas and Survey of South Asian History》. Routledge. 138–쪽. ISBN 978-1-317-47681-8. 2017년 2월 16일에 원본 문서에서 보존된 문서. 2017년 2월 5일에 확인함.
5. 1 2 3  “Nepal and Tibetan conflict”. 《Official website of Nepal Army》. 2016년 12월 20일에 원본 문서에서 보존된 문서. 2017년 4월 29일에 확인함.
6. 1 2 3  Pradhan 2012, 12쪽.
7. ↑  Nepal:The Struggle for Power 보관됨 2009-07-05 - 웨이백 머신 (미국 의회도서관 인용)
8. ↑  Acharya 2012, 71–72쪽.
9. ↑  Whelpton 1991, 21쪽.
10. ↑  “History of Nepal: A Sovereign Kingdom”. 《Official website of Nepal Army》. 2017년 12월 28일에 원본 문서에서 보존된 문서. 2017년 4월 29일에 확인함.
11. ↑  Acharya 2012, 11–12쪽.
12. ↑  Dietrich, Angela (1996). “Buddhist Monks and Rana Rulers: A History of Persecution”. 《Buddhist Himalaya: A Journal of Nagarjuna Institute of Exact Methods》. 2013년 10월 1일에 원본 문서에서 보존된 문서. 2013년 9월 17일에 확인함.
13. ↑  Lal, C. K. (2001년 2월 16일). “The Rana resonance”. 《Nepali Times》. 2013년 9월 28일에 원본 문서에서 보존된 문서. 2013년 9월 17일에 확인함.
14. ↑  “Why Monarchy is necessary in Nepal?”. 2009년 10월 28일. 2020년 4월 12일에 원본 문서에서 보존된 문서. 2009년 11월 3일에 확인함.
15. ↑  George Conger (2008년 1월 18일). “Nepal moves to become a secular republic”. 《Religious Intelligence》. 2009년 1월 30일에 원본 문서에서 보존된 문서.
16. ↑  Whelpton 2005.
17. 1 2  Hamal 1995, 98쪽.
18. 1 2  'Mechi-dekhi Mahakali, Vol. 3, Paschimanchal Bikas Kshetra' p. 70
19. ↑  “King Dalsur Ghale Magar - Liglig-Kot, The Tradition of selecting the King - by Magar People”. 《Organising committee convenor, Purna Bahadur Rana》. 2016년 10월 8일.
20. ↑  Sharma, Devi Prasad, Adhunik Nepal-ko Itihas (1742–1961 AD). Ratna Pustak Bhandar. Kathmandu. 1995.
21. 1 2 3  Adhikari 2015, 153쪽.
22. ↑  Adhikari 2015, 154쪽.
23. 1 2 3 4 5  “네팔 육군 | नेपाली सेना”. 2018년 8월 31일에 원본 문서에서 보존된 문서. 2018년 11월 20일에 확인함.
24. ↑  Vansittart, Eden (1896). Notes on Nepal. Asian Educational Services. ISBN 978-81-206-0774-3. Page 34.
25. ↑  Majupuria, Trilok Chandra (March 2011). “Kirtipur: The Ancient Town on the Hill”. 《Nepal Traveller》. 2015년 11월 17일에 원본 문서에서 보존된 문서. 2012년 10월 18일에 확인함.
26. ↑  Wright, Daniel (1990). 《History of Nepal》. New Delhi: Asian Educational Services. 2012년 11월 7일에 확인함. Page 227.
27. ↑  “The city of good deeds”. 《Nepali Times》. 2000년 11월 30일. 2012년 3월 1일에 원본 문서에서 보존된 문서. 2012년 10월 18일에 확인함.
28. ↑  “History of the Nepalese Army”. Nepalese Army. 2011년 6월 7일에 원본 문서에서 보존된 문서. 2016년 10월 7일에 확인함.
29. ↑  Vaidya 1993, 180쪽.
30. ↑  Hamal 1995, 202쪽.
31. ↑  Vaidya 1993, 151쪽.
32. 1 2  Regmi 1972, 95쪽.
33. ↑  Vaidya 1993, 163쪽.
34. ↑  Hamal 1995, 180쪽.
35. ↑  Vaidya 1993, 165쪽.
36. ↑  Vaidya 1993, 167쪽.
37. 1 2  Hamal 1995, 181쪽.
38. 1 2 3 4  Puratattva Bibhag 1990, 73쪽.
39. ↑  Singh 1997, 142쪽.
40. ↑  Puratattva Bibhag 1990, 74쪽.
41. ↑  Shaha 1990, 43쪽.
42. ↑  D.R. Regmi 1975, 272쪽.
43. 1 2 3  Karmacharya 2005, 36쪽.
44. 1 2 3  D.R. Regmi 1975, 285쪽.
45. 1 2  Shaha 1990, 46쪽.
46. ↑  Shaha 2001, 21쪽.
47. 1 2 3 4  “Journal” (PDF). 《himalaya.socanth.cam.ac.uk》. 2019년 2월 14일에 원본 문서 (PDF)에서 보존된 문서. 2018년 11월 20일에 확인함.
48. ↑  Rana 1978, 6쪽.
49. 1 2  Mahesh Chandra Regmi 1975, 214쪽.
50. 1 2  T.U. History Association 1977, 5쪽.
51. ↑  D.R. Regmi 1975, 215쪽.
52. ↑  D.R. Regmi 1975, 294쪽.
53. ↑  Bajracharya 1992, 21쪽.
54. 1 2  Mahesh Chandra Regmi 1975, 215쪽.
55. ↑  Puratattva Bibhag 1990, 76쪽.
56. ↑  Bajracharya 1992, 21–22쪽.
57. ↑  Bajracharya 1992, 22쪽.
58. 1 2 3  Karmacharya 2005, 46쪽.
59. 1 2 3  Shaha 2001, 62쪽.
60. 1 2  Bajracharya 1992, 35쪽.
61. ↑  Pradhan 2012, 10쪽.
62. 1 2  Puratattva Bibhag 1990, 77쪽.
63. ↑  Shaha 2001, 63쪽.
64. ↑  Hamal 1995, 81쪽.
65. ↑  Stiller, L.F., "The Rise of the House of Gorkha." Patna Jesuit Society. Patna. 1975.
66. 1 2  Acharya 2012, 28–32쪽.
67. ↑  Pradhan 2012, 13쪽.
68. ↑  Pradhan 2012, 14쪽.
69. ↑  Acharya 2012, 36–37쪽.
70. ↑  Acharya 2012, 43쪽.
71. 1 2  Acharya 2012, 54쪽.
72. ↑  Nepal 2007, 57쪽.
73. ↑  Nepal 2007, 58쪽.
74. ↑  Acharya 2012, 55쪽.
75. 1 2  Pradhan, Kumar L. (2012). 《Thapa Politics in Nepal: With Special Reference to Bhim Sen Thapa, 1806–1839》. New Delhi: Concept Publishing Company. 278쪽. ISBN 9788180698132.
76. ↑  Acharya, Baburam (2012),  Acharya, Shri Krishna, 편집., 《Janaral Bhimsen Thapa : Yinko Utthan Tatha Pattan》 (네팔어), 카트만두: Education Book House, 228쪽, ISBN 9789937241748
77. ↑  Matteo Miele (October 2017). 《British Diplomatic Views on Nepal and the Final Stage of the Ch'ing Empire (1910–1911)》 (PDF). 《Prague Papers on the History of International Relations》. 90–101쪽. 2017년 10월 10일에 원본 문서 (PDF)에서 보존된 문서. 2017년 10월 10일에 확인함.
78. ↑  Tucci, Giuseppe. (1952). Journey to Mustang, 1952. Trans. by Diana Fussell. 1st Italian edition, 1953; 1st English edition, 1977. 2nd edition revised, 2003, p. 22. Bibliotheca Himalayica. ISBN 99933-0-378-X (South Asia); 974-524-024-9 (Outside of South Asia).
79. ↑  “Nepal – The Panchayat System”. 《countrystudies.us》. 2016년 11월 3일에 원본 문서에서 보존된 문서. 2017년 8월 6일에 확인함.
80. ↑  위원회의 조직자는 네팔 연합자나모르차, 네팔 공산당 (통일 센터), 네팔 공산당 (마살), 네팔 공산당 연맹, 네팔 공산당 (마르크스-레닌-마오이스트)였다.
81. ↑  Hoftun, Martin, William Raeper and John Whelpton. People, politics and ideology: Democracy and Social Change in Nepal. Kathmandu: Mandala Book Point, 1999. p. 189
82. ↑  마헨드라 라오티와 아누프 K. 파하리, 편집. (2012), 《The Maoist Insurgency in Nepal》, Routledge, ISBN 9780415777179
83. ↑  “When a king's looking-glass world is paid for in blood”. 《TheGuardian.com》. 2006년 2월 2일. 2021년 8월 19일에 원본 문서에서 보존된 문서. 2016년 12월 12일에 확인함.
84. ↑  “네팔 군주제 폐지 예정”. BBC. 2007년 12월 24일. 2007년 12월 25일에 원본 문서에서 보존된 문서. 2007년 12월 25일에 확인함.
85. 1 2 3 4 5  ...
86. 1 2 3  “Nepal | Economic Indicators | Moody's Analytics”. 《www.economy.com》. 2025년 5월 28일에 확인함.
87. 1 2 3  “Nepal - Agriculture, Tourism, Trade | Britannica”. 《www.britannica.com》 (영어). 2025년 5월 26일. 2025년 5월 28일에 확인함.
88. 1 2  Consing, Arturo Y. (1963년 1월 1일). 《The Economy of Nepal》. 《IMF Staff Papers》 (영어) 1963. doi:10.5089/9781451968934.024.A005 (년 이후로 접속 불가 2025-05-29).

## 참고 문헌
- Adhikari, Indra (2015), 《Military and Democracy in Nepal》, Routledge, ISBN 9781317589068
- Bajracharya, Bhadra Ratna (1992), 《Bahadur Shah, the regent of Nepal, 1785–1794 A.D.》, 네팔: Anmol Publications, ISBN 9788170416432, 2023년 1월 15일에 원본 문서에서 보존된 문서, 2020년 9월 15일에 확인함
- Hamal, Lakshman B. (1995), 《Military history of Nepal》, Sharda Pustak Mandir, 125쪽, OCLC 32779233
- Hamilton, Francis Buchanan (1819), 《An Account of the Kingdom of Nepal, and the Territories Annexed to this Dominion by the House of Gorkha》, A Constable, 2024년 6월 2일에 원본 문서에서 보존된 문서, 2023년 4월 10일에 확인함
- Karmacharya, Ganga (2005), 《Queens in Nepalese Politics: an account of roles of Nepalese queens in state affairs, 1775–1846》, 네팔: Educational Publishing House, ISBN 978-999463393-7, 2023년 1월 15일에 원본 문서에서 보존된 문서, 2020년 9월 15일에 확인함
- Lienhard, Siegfried (1992). 《Songs of Nepal: An Anthology of Nevar Folksongs and Hymns》. 뉴델리: Motilal Banarsidas. ISBN 81-208-0963-7.
- Nepal, Gyanmani (2007). 《Nepal ko Mahabharat》 (네팔어) 3판. 카트만두: Sajha. ISBN 9789993325857.
- Puratattva Bibhag (1990), 《Ancient Nepal》, 116–122, Puratattva Bibhag (고고학 부서), 2023년 1월 15일에 원본 문서에서 보존된 문서, 2020년 9월 15일에 확인함
- Rana, Pramode S.J.B. (1978), 《Rana Nepal: An Insider's View》, R. Rana, 2023년 1월 15일에 원본 문서에서 보존된 문서, 2020년 9월 15일에 확인함
- D.R. Regmi (1975), 《Modern Nepal》 1, Firma K.L. Mukhopadhyay, ISBN 0883864916, 2023년 1월 15일에 원본 문서에서 보존된 문서, 2020년 9월 15일에 확인함
- Regmi, Mahesh Chandra (1972). 《Regmi Research Series》 (PDF) 04. Regmi Research Centre. 2023년 4월 9일에 원본 문서 (PDF)에서 보존된 문서. 2023년 4월 10일에 확인함.
- Mahesh Chandra Regmi (1975), 《Regmi Research Series》 7, Regmi Research Centre, 2023년 1월 15일에 원본 문서에서 보존된 문서, 2020년 9월 15일에 확인함
- Shaha, Rishikesh (1990), 《Modern Nepal 1769–1885》, Riverdale Company, ISBN 0-913215-64-3, 2023년 1월 15일에 원본 문서에서 보존된 문서, 2020년 9월 15일에 확인함
- Shaha, Rishikesh (2001), 《An Introduction of Nepal》, 카트만두: Ratna Pustak Bhandar, 2023년 1월 15일에 원본 문서에서 보존된 문서, 2020년 9월 15일에 확인함
- Singh, Nagendra Kr (1997). 《Nepal: Refugee to Ruler: A Militant Race of Nepal》. APH Publishing. 125쪽. ISBN 9788170248477.
- T.U. History Association (1977), 《Voice of History》 3, 트리부완 대학교 역사학회, 2023년 1월 15일에 원본 문서에서 보존된 문서, 2020년 11월 28일에 확인함
- Vaidya, Tulsi Ram (1993), 《Prithvinaryan Shah, the founder of Nepal》, Anmol Publications, ISBN 9788170417019, 2023년 1월 15일에 원본 문서에서 보존된 문서, 2020년 9월 15일에 확인함
- Whelpton, John (1991), 《Kings, soldiers, and priests: Nepalese politics and the rise of Jang Bahadur Rana, 1830–1857》, Manohar Publications, ISBN 9788185425641, 2024년 6월 2일에 원본 문서에서 보존된 문서, 2023년 4월 10일에 확인함
- Whelpton, John (2005). 《A History of Nepal》. 케임브리지 대학교 출판부. ISBN 0-521-80470-1 – archive.org 경유.

## 더 읽어보기
- Garzilli, Enrica, "A Sanskrit Letter Written by Sylvain Lévi in 1923 to Hemarāja Śarmā Along With Some Hitherto Unknown Biographical Notes (Cultural Nationalism and Internationalism in the First Half of the 21st Cent.: Famous Indologists Write to the Raj Guru of Nepal – no. 1), in Commemorative Volume for 30 Years of the Nepal-German Manuscript Preservation Project. Journal of the Nepal Research Centre, XII (2001), Kathmandu, ed. by A. Wezler in collaboration with H. Haffner, A. Michaels, B. Kölver, M. R. Pant and D. Jackson, pp. 115–149.
- Garzilli, Enrica, "Strage a palazzo, movimento dei Maoisti e crisi di governabilità in Nepal", in Asia Major 2002, pp. 143–160.
- Garzilli, Enrica, "Il nuovo Stato del Nepal: il difficile cammino dalla monarchia assoluta alla democrazia", in Asia Major 2005–2006, pp. 229–251.
- Garzilli, Enrica, "Il Nepal da monarchia a stato federale", in Asia Major 2008, pp. 163–181.
- Garzilli, Enrica, "La fine dell'isolamento del Nepal, la costruzione della sua identità politica e delle sue alleanze regionali" in ISPI: Istituto per gli Studi di Politica Internazionali, CVII (Nov. 2008), pp. 1–7;
- Garzilli, Enrica, "Le elezioni dell'Assemblea Costituente e i primi mesi di governo della Repubblica Democratica Federale del Nepal", in Asia Maior 2010, pp. 115–126.
- Garzilli, Enrica, "Nepal, la difficile costruzione della nazione: un paese senza Costituzione e un parlamento senza primo ministro", in Asia Maior 2011, pp. 161–171.
- Garzilli, Enrica, "The Interplay between Gender, Religion and Politics, and the New Violence against Women in Nepal", in J. Dragsbæk Schmidt and T. Roedel Berg (eds.), Gender, Social Change and the Media: Perspective from Nepal, University of Aalborg and Rawat Publications, Aalborg-Jaipur: 2012, pp. 27–91.
- Garzilli, Enrica, "Nepal, stallo politico e lentezze nella realizzazione del processo di pace e di riconciliazione", in Asia Maior 2012, pp. 213–222.
- Garzilli, Enrica, "A Sanskrit Letter Written by Sylvain Lévy in 1925 to Hemarāja Śarmā along with Some Hitherto Unknown Biographical Notes (Cultural Nationalism and Internationalism in the First Half of the 20th Century – Famous Indologists write to the Raj Guru of Nepal – No. 2)", in History of Indological Studies. Papers of the 12th World Sanskrit Conference Vol. 11.2, ed. by K. Karttunen, P. Koskikallio and A. Parpola, Motilal Banarsidass and University of Helsinki, Delhi 2015, pp. 17–53.
- Garzilli, Enrica, "Nepal 2013–2014: Breaking the Political Impasse", in Asia Maior 2014, pp. 87–98.
- Wright, Daniel, History of Nepal. New Delhi-Madras, Asian Educational Services, 1990

네팔 왕국